# فرار کن جانی
فرار کن جانی (به هندی: Bhaag Johnny) فیلمی است محصول سال ۲۰۱۵ و به کارگردانی شیوام نایر است. در این فیلم بازیگرانی همچون کونال خمو، زوآ مورانی، ماندانا کریمی، ویکرام بات، موکول دو ایفای نقش کرده‌اند.